# Praprotnica
Praprotnica este o localitate din comuna Mirna, Slovenia, cu o populație de 42 de locuitori.